# Zgromadzenie Sióstr Jezusa Miłosiernego
Zgromadzenie Sióstr Jezusa Miłosiernego – katolickie, żeńskie zgromadzenie zakonne, założone przez ks. Michała Sopoćkę jako odpowiedź na objawienia św. Faustyny Kowalskiej.

## Założenie zgromadzenia
Inspiracją do powstania zgromadzenia były objawienia, które miała św. Faustyna Kowalska. W 1935 r. zrozumiała, że ma powstać nowe zgromadzenie zakonne, poświęcone Bożemu Miłosierdziu. Miało to miejsce w Wilnie (skąd znad Wilii w świat wyszło przesłanie Miłosierdzia  w czasie jednej z rozmów duchowych, jakie przeprowadzała ze swym spowiednikiem, ks. M. Sopoćką. Św. Faustyna była przekonana, że Jezus mówi do niej nie tylko bezpośrednio, ale także posługuje się ludźmi, zwłaszcza spowiednikiem.
Po śmierci św. Faustyny ks. M. Sopoćko czuł się odpowiedzialny za realizację dzieła miłosierdzia, nie spieszył się jednak z założeniem nowego zgromadzenia. Pochłaniała go w tym czasie praca naukowa i wychowawcza, zabiegał o ogłoszenie Święta Miłosierdzia Bożego oraz wydawał broszury i obrazki Jezusa Miłosiernego. Wojna nie powstrzymała tej działalności, a wręcz przyczyniła się do rozwoju kultu Bożego Miłosierdzia. Nabożeństwo to szerzyło się samorzutnie. Mimo zakazu prowadził spotkania Związku Inteligencji Katolickiej i Sodalicji Mariańskiej Akademiczek. W treściach przekazywanych słuchaczom zachęcał do ufności, a wspominając o s. Faustynie rozpalał umysły słuchaczy prawdą o Miłosierdziu.
Latem 1941 r. zgłosiła się do ks. Sopoćki absolwentka filologii klasycznej Uniwersytetu im. Stefana Batorego w Wilnie Jadwiga Osińska i oświadczyła, że "postanowiła poświęcić się służbie Najmiłosierniejszego Zbawiciela i założyć nowe zgromadzenie czy coś podobnego w celu uwielbienia Boga w Jego nieskończonym miłosierdziu". Wkrótce dołączyła do niej Izabela Naborowska, a w rok później cztery inne uczestniczki spotkań sodalicyjnych. Od lutego 1942 r. ks. Sopoćko rozpoczął z sześcioma kandydatkami zebrania formacyjne. Zostały one przerwane wiosną 1942 r. Ks. Sopoćko, zagrożony aresztowaniem, musiał opuścić Wilno. Opiekę duchową nad pierwszą szóstką zlecił ks. prałatowi Leonowi Żebrowskiemu, a formację zakonną siostrom bezhabitowego Zgromadzenia Sióstr Anielskich: św. Alozie Gilewskiej – przełożonej generalnej i św. Helenie Majewskiej.
Mimo odosobnienia Założyciel czuł się odpowiedzialny za powstające zgromadzenie. Dowodem tego jest obfita korespondencja z tego okresu. 11 kwietnia 1942 r. w wigilię przed Niedzielą Przewodnią (w objawieniach Faustynie Pan Jezus wyznaczył ten dzień na święto Miłosierdzia Bożego) sześć pierwszych kandydatek złożyło śluby zakonne. Fakt ten został odnotowany w kronice Karmelu wileńskiego: "Tutaj też zawiązało się nowe Zgromadzenie Miłosierdzia Bożego s. Faustyny Kowalskiej i pierwsze siostry złożyły swe śluby". Członkinie nowego zgromadzenia swoje ślubowania ponawiały co roku, a w listopadzie 1944 r. uroczystości ślubów przewodniczył i przyjął je sam ks. Michał Sopoćko, który w sierpniu 1944 r. wrócił z ukrycia w Czarnym Borze, skąd kierował do Zgromadzenia Sióstr Jezusa Miłosiernego Listy, wypełnione Prawdą o Miłosierdziu Bożym.

## Rozwój zgromadzenia
W sytuacji nowych układów politycznych, w jakich znalazła się Polska w końcowym etapie II wojny światowej, siostry powzięły decyzję o opuszczeniu Wilna. Ks. Sopoćko – czując się odpowiedzialny za przyszłość nowej wspólnoty – przekazał siostrom w 1946 r. łaciński tekst konstytucji. Na terenie Polski opiekę nad formującym się zgromadzeniem przejął jezuita, o. Władysław Wantuchowski. Dzięki jego pośrednictwu administrator apostolski w Gorzowie Wlkp., ks. Edmund Nowicki, udzielił siostrom pozwolenia na rozpoczęcie życia wspólnego i pracy w Administracji Gorzowskiej. Z kilku proponowanych placówek, siostry wybrały pracę w Myśliborzu. 25 sierpnia 1947 r. pierwsze siostry rozpoczęły tam życie wspólnotowe. Na zarządzenie władzy kościelnej trzy siostry odbyły kanoniczny nowicjat u sióstr niepokalanek w Szymanowie. Po ich powrocie nowy Administrator Apostolski, ks. Zygmunt Szelążek, 2 sierpnia 1955 r. wydał dekret zatwierdzający Zgromadzenie na prawie diecezjalnym, zezwalając na założenie habitów.

## Strój zakonny
Czarny habit, przepasany czarnym paskiem. Na habicie szkaplerz, na którym zawieszony na czerwonym sznureczku Krzyż, na głowie czarny welon z białą wypustką.